# 銀座の恋の物語
「銀座の恋の物語」（ぎんざのこいのものがたり）は、1961年に発売された石原裕次郎と牧村旬子のデュエット曲である。通称「銀恋（ぎんこい）」。
本記事では、本曲を主題歌とする1962年3月に公開された日活の映画『銀座の恋の物語』についても記述する。

## 小史
1961年にテイチクより発売。作詞は大高ひさを、作曲は鏑木創。
1961年1月14日に公開された日活の映画『街から街へつむじ風』（石原裕次郎主演）の挿入歌として使用され、公称300万枚を超える大ヒット曲となった。現在でもカラオケなどで定番のデュエット曲として愛唱されている。
1962年3月に公開された同名の映画『銀座の恋の物語』（詳細は後述）は本曲を主題歌として使用している。
1990年には、銀座通連合会・西銀座通会・テイチクの三者によって、ゆかりの地である銀座に歌碑が建立された。
2015年6月から9月まで東京地下鉄（東京メトロ）がホームページ上において駅の発車メロディ（発車サイン音）に使用する楽曲のリクエストを募集した結果、日比谷線銀座駅のメロディに本曲が採用され、翌2016年の4月8日から使用されている。

## 映画
『銀座の恋の物語』は、1962年3月4日に公開された歌謡メロドラマ映画。石原裕次郎と浅丘ルリ子による、和製恋愛映画の古典的作品である。

### あらすじ
伴 次郎は銀座で貧乏暮らしをしながら画家を目指す青年。同居する音楽家志望の宮本修二の曲に詞をつけて口ずさむ。次郎の恋人秋田久子は銀座高級洋装店のお針子。次郎との結婚を望んでいたが、次郎が美術会社の就職を蹴ったのに落胆し別れを告げる。次郎は久子のため就職を決意。2人は次郎の故郷の信州に行くため、新宿駅で待ち合わせるが、久子は車にはねられたあと、姿を消してしまう。次郎は働きながら絵を描き、婦警の関口典子と久子を探し続けた。宮本は音楽をあきらめ、密造酒グループに加わる。ある日、次郎はデパートのアナウンス係をする久子を発見する。しかし彼女は井沢涼子と名乗り、過去の記憶を失っていた。次郎は久子の記憶を取り戻そうと奔走する。次郎の絵の個展が開かれる。宮本は以前次郎が描いた久子の肖像画を買い取っていたが、久子に肖像画を渡し自首する。久子は次郎が口ずさむ「銀座の恋の物語」を聞いて記憶を取り戻す。

### スタッフ
- 企画：水の江瀧子
- 監督：蔵原惟繕
- 脚本：山田信夫、熊井啓
- 撮影：間宮義雄
- 音楽：鏑木創
- 美術：松山崇
- 録音：福島信雅
- 編集：鈴木晄
- 照明：藤林甲
- スチール：井本俊康
- 助監督：西村昭五郎
- 主題歌：「銀座の恋の物語」
  - 歌唱：石原裕次郎、牧村旬子
  - 作詞：大高ひさを
  - 作曲：鏑木創

### キャスト
- 伴次郎：石原裕次郎
- 秋田久子 ：浅丘ルリ子
- 関口典子：江利チエミ
- 宮本修二：ジェリー藤尾
- 春山：清水将夫
- 沢村：深江章喜
- お松：清川虹子
- 武さん：高品格
- 柳井樹理：牧村旬子
- 源六（車夫）：河上信夫
- 秀子：三崎千恵子
- キン子：和泉雅子
- 銀座屋のマダム：南風洋子
- 須藤女史：新井麗子
- 橋本：守屋徹
- 尾形：織田俊彦
- 弘美：千代侑子
- 千枝：金井克予
- 芸者：星ナオミ
- トランペットの青年：小島忠夫
- 佐藤：木浦佑三
- 医者：下條正巳
- 男A：神山勝
- 男B：古田祥
- 男C：林茂朗
- 刑事：山之辺潤一
- 月賦屋：峰三平
- 吉本：花村典昌
- 清水部長：松下達夫
- 東北弁の巡査：井上昭文
- 主任刑事：深水吉衛
- 司会：広瀬優